# Scrisoarea lui Neacșu
Scrisoarea lui Neacșu din Câmpulung (1521) este cel mai vechi document datat scris în limba română, mai recent însă decât Psaltirea Hurmuzaki (1491-1504). Scrisoarea a fost descoperită în 1894 de Friedrich Stenner în Arhivele Naționale ale județului Brașov, unde se păstrează și astăzi. Documentul original pe hârtie, cu pecete aplicată pe verso, se referă la mișcările militare ale otomanilor la Dunăre și trecerea lui "Mahamet-Beg" prin Țara Românească.
Reprezintă un avertisment pentru primarul Brașovului, Hanăș Begner referitor la mișcările turcești de la Dunăre, trimis de boierul român Neacșu de la Câmpulung.
Acest document a fost multă vreme considerat cel mai vechi text scris în limba română. În ultimele decenii s-a dovedit, pe baza examenului hârtiei, că Psaltirea Hurmuzaki este cel mai vechi text românesc, fiind scrisă cândva în intervalul 1491-1504. Scrisoarea lui Neacșu rămâne cel mai vechi document românesc datat exact.

## Istoric
Scrisoarea lui Neacșu din Câmpulung către judele Brașovului Hanăș Begner (Hans Benkner) a fost redactată  probabil în 29 - 30 iunie 1521 la Dlăgopole (numele slav al orașului Câmpulung-Muscel). În scrisoare nu este menționată data, stabilirea acesteia făcându-se pe baza evenimentelor istorice descrise și a persoanelor implicate. Din acea vreme mai există și alte documente istorice privind campania de cucerire a Ungariei a sultanului Soliman I.
Scrisoarea se încadrează în ansamblul istoric al relațiilor foarte strânse dintre negustorii sași din Brașov și cei din orașele din Moldova și Țara Românească. Numele lui Neacșu Lupu este menționat deja într-un document din anii 1510 -1512 în legătură cu un proces de datorii pe care îl avea cu negustorii brașoveni. Hans Benkner este cunoscut ca jude sau primar al Brașovului din 1511. Numele care apare în epilogul Tetraevanghelului din 1561 al lui Coresi, este cel al fiului său Johann Benkner, care este prezentat ca sprijinitor al scrierilor în limba română: ...mai bine a grăi cinci cuvinte cu înțeles decât 10 mie de cuvinte neînțelese în limbâ striinâ....

## Conținut

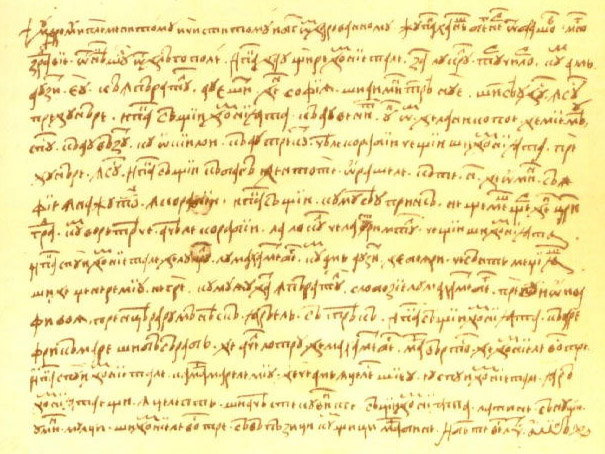
Scrisoarea lui Neacșu este cel mai vechi document descoperit, scris în limba română

Textul a fost scris cu litere chirilice și se compune din trei părți: 
- O adresare în slavă (mai precis, medio-bulgară, adică bulgară medievală) a cărei traducere este:

Înțeleptului și de bun neam și cinstitului și de Dumnezeu dăruitului, dumisale Hanăș Begner din Brașov, multă sănătate de la Necșul din Câmpulung.
- Conținutul scrisorii în limba română.

- Formula finală în slavă a cărei traducere este: Și Dumnezeu să te bucure, amin

## Explicații lingvistice
De remarcat este faptul că forma limbii române folosite în scrisoare este foarte asemănătoare celei folosite în prezent. Aurel Nicolescu arată în observațiile sale lexicale asupra textului, că nu mai puțin de 175 din totalul de 190 de cuvinte românești folosite în text au origine latină, excluzând cuvintele repetate și substantivele proprii. Unele din formele incorecte se datorează scrierii cu litere chirilice, care are probleme cu notarea unor sunete românești ca î și ă.
Textul are unele particularități fonetice (în ceale, diftongul ea nu s-a redus încă la e; apare forma mai veche, pre a prepoziției pe provenit din latinescul per etc.) și gramaticale (de exemplu forma unică pentru persoana a III-a singular și plural a auxiliarului a avea: au).

## Textul scrisorii

### Transliterație din alfabet chirilic
1. mudromu i plemenitomu i čistitomu i b(o)gωm darovannomu župan hanĭš begner ot brašov mnog(o) zdravie ot někšul ot dlŭgopole
2. i pak dau štire domnïetale za lukrul turčilor kum amĭ auzit èu kŭ ĩpŭratul au èšit den sofïę ši aimintrě nue ši sěu dus ĩ sus pre dunŭre
3. i pak sŭ štïi domnïjata kŭ au venit un ωm de la nikopoe de mïe měu spus kŭ au vŭzut ku ωkïi loi kŭ au trekut čěle korabïi če štïi ši domnïjata prè dunŭre ĩ sus
4. i pak sŭ štïi kŭ bagŭ den tote ωrašele kŭte [50] de ωmin sŭ ę fïe ĩn ažutor ĩ korabïi
5. i pak sŭ štïi kumu sěu prinsŭ nešte meššter den c[a]ri grad kum vorĭ trěče ačěle korabïi la lokul čela strimtul če šttïi ši domnïjata
6. i pak spui domnïetale de lukrul lu mahamet beg kumu amĭ auzit de boęri če sŭntĭ medžïjaš ši de dženere mïu negre kumu ęu dat ĩpŭratul slobozïe lu mahamet beg pre iu iωi va fi voę pren cěra rumŭněskŭ jarŭ èlĭ sŭ trěkŭ
7. i pak sŭ štïi domnïjata kŭ are frikŭ mare ši bŭsŭrab de ačel lotru de mahamet beg mai vŭrtos de domnïele vostre
8. i pak spui domnïetale ka mai marele mïu de če amĭ ĩceles šïeu eu spui domnïetale jarŭ domnïjata ešti ĩceleptĭ ši ačěste kuvinte sŭ cïi domnïjata la tine sŭ nu štïe umin mulci ši domnïele vostre sŭ vŭ pŭzici kum štici mai bine
9. i b(og)ĭ te ves(e)lit amïnŭ

### Transcripție interpretativă după normele ortografice actuale
"Mudromu  I plemenitomu, I cistitomu I B(o)gom darovannomu zupan Hanăș Begner ot Brașov mnog(o) zdravie ot Nécșul ot Dlugopole. ( = Înțeleptului și nobilului și cinstitului și de Dumnezeu dăruitului jupan Johannes Benkner din Brașov, multă sănătate de la Neacșul din Câmpulung). 
I pak (= și iarăși / de asemenea) dau știre domnietale za (= despre) lucrul turcilor, cum am auzit eu că împăratul (se referă la Sultanul Suleiman I Magnificul) au ieșit den Sofiia și aimintrea nu e. Și se-au dus în sus pre Dunăre. 
I pak să știi domniia-ta că au venit un om de la Nicopoe (= Nicopole) de mie mi-au spus că au văzut cu ochii lui că au trecut ceale corăbii ce știi și domniia-ta pre Dunăre în sus. 
I pak să știi că bagă den toate orașele câte 50 de oamini să fie în ajutor în corăbii. 
I pak să știi cumu se-au prins nește meșteri den Țarigrad (= Istanbul) cum vor treace aceale corabii la locul cela strimtul ce știi și domniia ta. 
I pak spui domnietale de lucrul lu Mahamet-Beg, cum am auzit de boiari ce sânt megiiaș(i) și de genere-miu Negre, cumu i-au dat împăratul slobozie lui Mahamet-Beg, pre io-i (unde-i) va fi voia pren Țeara Rumânească (cea mai veche atestare documentară cunoscută a numelui țării), iară el să treacă. 
I pak să știi domniia ta că are frică mare și Băsărab (= Neagoe Basarab) de acel lotru de Mahamet-Beg, mai vârtos de domniele voastre. 
I pak spui domnietale ca mai-marele miu de ce am înțeles și eu. Eu spui domnietale, iară domniia ta ești înțelept și aceaste cuvinte să ții domniiata la tine, să nu știe oamini mulți și domniele vostre să vă păziți cum știți mai bine. 
I B(og)i te ves(e)lit, Aminu.( = Și Dumnezeu să te slăvească, Amin)" 